# Vera Loos
Vera Loos (* 1955 in Saarlouis) ist eine deutsche bildende Künstlerin und Literaturübersetzerin.

## Leben
Vera Loos hat angewandte Sprachwissenschaft, Germanistik und Kunstgeschichte an der Universität des Saarlandes und der Universität Nantes studiert. Sie lebt und arbeitet als Malerin in Saarbrücken.
Sie hat in Zusammenarbeit mit Naomi Nir-Bleimling zahlreiche Romane aus dem Hebräischen übersetzt, u. a. von David Grossman, Batya Gur, Amos Oz und Meir Shalev. Außerdem hat sie gemeinsam mit Miriam Rosengarten ein Lehrbuch für Hebräisch geschrieben.

## Werke
- mit Miriam Rosengarten: Ivrit - Schritt für Schritt;  Hebräisch für Anfänger S. Marix Verlag, Wiesbaden, 2023, ISBN 978-3-86539-039-4